# Brospann

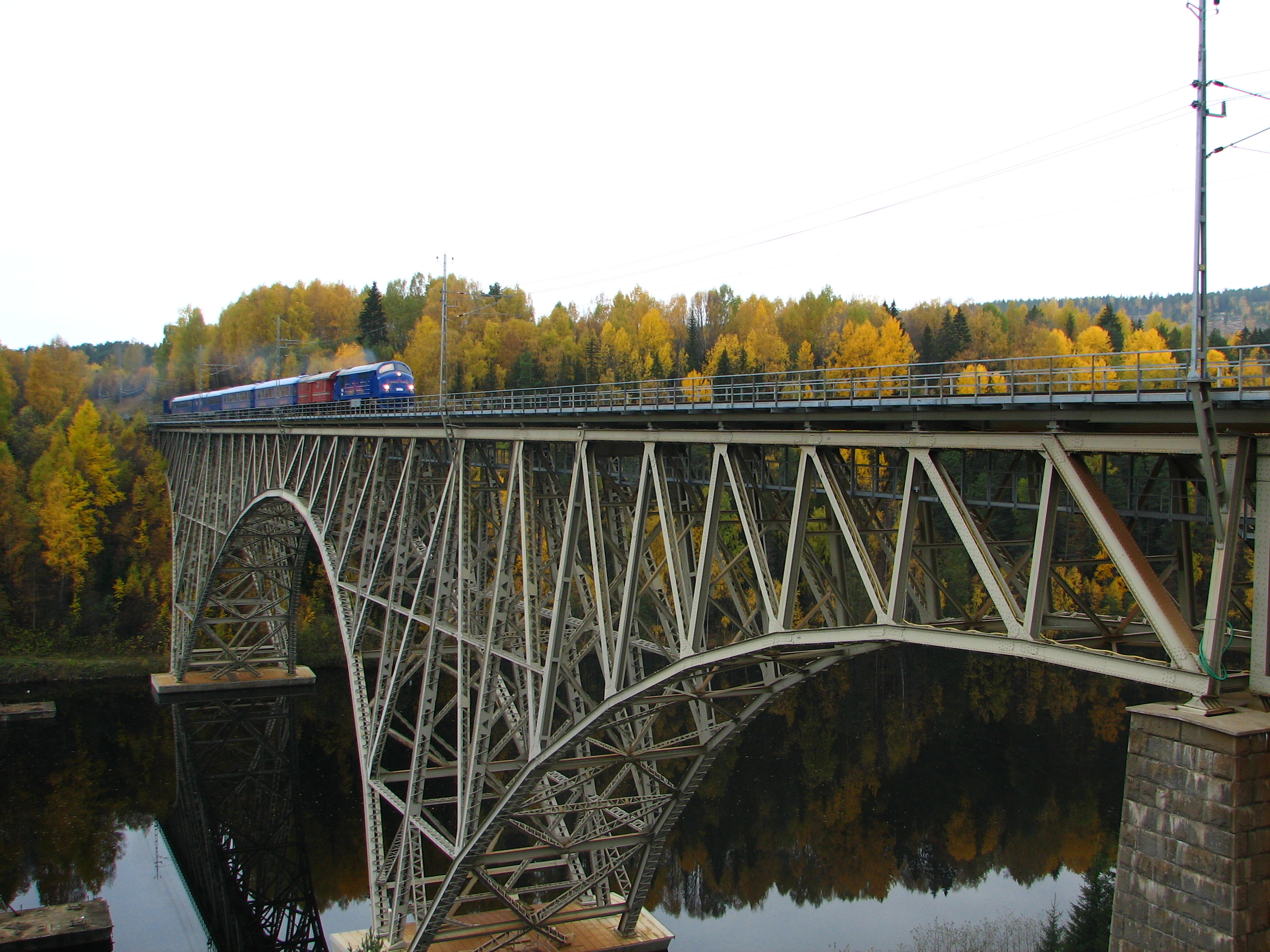
Järnvägsbron Forsmobrons brospann, Ångermanland.

Brospann eller spann betecknar den del av en bro som återfinns mellan två stödpunkter. Brospannet är den platta som fordon kör på.
Ett tudelat brospanns rörliga stödjepunkter i hjässan och vid vederlagen kallas länkar.